# 寺井谷子
寺井 谷子（てらい たにこ、1944年1月2日 - ）は、日本の俳人。
父は外科医で俳人の横山白虹。祖父は評論家の横山健堂。

## 人物・来歴
横山白虹・房子の四女として、福岡県小倉市（現・北九州市）に生まれる。兄は長崎大学学長を務めた高分子化学者の横山哲夫。明治大学文学部（演劇学専攻）を卒業。俳句は10歳からはじめ、1966年より父の俳誌「自鳴鐘」の編集に携わる。1984年より同誌編集人。副主宰を経て、2007年より「自鳴鐘」主宰。
1992年、第39回現代俳句協会賞、北九州市民文化賞を受賞。2016年、第7回桂信子賞受賞。2017年、第16回山本健吉文学賞受賞。2024年、第24回現代俳句大賞受賞。2002年よりNHK俳壇選者。現代俳句協会副会長、日本文藝家協会会員。句集に『笑窪』『以為』『街･物語』『母の家』など。

## 著作

### 単著
- 『笑窪　句集』沖積舎〈自鳴鐘叢書 第42輯〉、1986年10月。
- 『以為　句集』富士見書房〈「俳句研究」句集シリーズ ・15〉、1993年10月。ISBN 4-8291-7161-8。
- 『街・物語　Photo×haiku』葦書房、1994年12月。ISBN 4-7512-0589-7。
  - 『街・物語　photo×haiku』（新装版）石風社、2011年6月。ISBN 978-4-88344-195-2。 - 初版の出版者：葦書房。
- 『未来　寺井谷子句集』角川書店〈今日の俳句叢書 37〉、1998年6月。ISBN 4-04-871537-2。
- 『人寰　寺井谷子句集』毎日新聞社〈毎日俳句叢書 11〉、2001年5月。ISBN 4-620-90500-3。
- 『四季を見る』梅里書房、2002年1月。ISBN 4-87227-222-6。
- 『寺井谷子句集』ふらんす堂〈現代俳句文庫 54〉、2005年2月。ISBN 4-89402-704-6。
- 『母の家　句集』角川書店、2006年4月。ISBN 4-04-651834-0。
- 『紙の碑　秋灯かくも短き詩を愛し谷子』飯塚書店、2006年7月。ISBN 4-7522-2049-0。
- 『俳句の海へ言葉の海へ　NHK俳句』日本放送出版協会、2007年1月。ISBN 978-4-14-016147-0。
- 『風の言葉　九州俳句歳時記』文學の森、2009年11月。ISBN 978-4-86173-423-6。
- 『夏至の雨 句集』([角川俳句叢書]. [日本の俳人100]) KADOKAWA, 2015.4

### 共著
- 宮坂静生「はらわたの熱きを［たの］み」『全景宮坂静生』寺井谷子、花神社、2008年5月。ISBN 978-4-7602-1906-3。 - 年譜あり。
- 大山安太郎「光遍く」『大山安太郎全句集』寺井谷子、文學の森、2011年12月。ISBN 978-4-86438-078-2。
- 『共に歩む 横山白虹・房子俳句鑑賞』飯塚書店, 2015.5

### 監修
- 横山房子『横山房子全句集』寺井谷子 監修、角川書店(出版) 角川グループパブリッシング(発売)、2008年9月。ISBN 978-4-04-652025-8。 - 肖像あり。